# Yunchrysopa tropica
Yunchrysopa tropica är en insektsart som beskrevs av C.-k. Yang och X.-x. Wang 1994. Yunchrysopa tropica ingår i släktet Yunchrysopa och familjen guldögonsländor. Inga underarter finns listade i Catalogue of Life.